# Церква Різдва Пресвятої Богородиці (Мар'янівка)
Церква Різдва Пресвятої Богородиці в Мар'янівці — парафія і храм греко-католицької громади Микулинецького деканату Тернопільсько-Зборівської архієпархії Української греко-католицької церкви в селі Мар'янівка Тернопільського району Тернопільської области.

## Історія церкви
Мар'янівська громада до 1946 року належала до парафії в селі Купчинці. У 1893 році було освячено муровану церкву, співфундаторами якої стали Роман та Ксенія Малевичі.
У 1946 році радянська влада закрила храм. З 1989 по 1991 рік, після реставрації, яку очолював Іван Борущак, церква тимчасово увійшла до складу РПЦ. У 1991 році вона повернулася в лоно УГКЦ. Новий храм, будівництво якого тривало чотири роки на пожертви жителів, освятив 21 вересня 2004 року єпископ Михаїл Сабрига. Організаторами будови були Іван Борущак та Петро Костик. Іконостас виготовили майстри з Волині. У серпні 2013 року митці Тарас Новак та Михайло Кіцак розпочали викладати зовнішню мозаїку з іконою Матері Божої Зарваницької.
Парафію відвідували видатні церковні діячі: 9 червня 1902 року митрополит Андрей Шептицький, а 3 липня 1937 року — єпископ Никита Будка.
У центрі села є фігура Пресвятої Богородиці, збудована коштом Петра Костика та освячена 28 серпня 2006 року. Через рік о. Іван Зозуля освятив проборство, збудоване громадою, будівництвом якого також організовував Петро Костик.
29 жовтня 2011 року владика Василій Семенюк освятив дзвіницю, зведену на пожертви парафіян. Він відзначив грамотами найбільших жертводавців, зокрема Петра Костика за дзвін «Благовісник» та Адама Чайківського за інший дзвін. Грамоту також отримав о. Іван Зозуля за ревне служіння.
При церкві діють парафіяльні братства «Апостольство молитви» та Марійська дружина, яка була утворена 24 червня 2006 року. Спільнота «Біблійне коло» збирається щонеділі для молитви та читання Святого Письма. З 18 серпня 2013 року також діє спільнота «Матері в молитві». Щовечора в п'ятницю на спільну молитву збирається молодь.

## Парохи
- о. Михайло Козоріз,
- о. Михайло Симець (1991—2005),
- о. магістр Іван Зозуля (з 16 квітня 2005).